# Чак-чак
Чак-ча́к (тат. чәк-чәк, чәкчәк; баш. сәк-сәк; кабард.-черк. зычэр’ыс; каз. чак-чак, шәк-шәк, шақ-шақ; каракалп. chaqchaq; кирг. чак-чак; кум. илав-гъалива; тадж. чақчақ; узб. chakchak; уйг. чақчақ‎; чув. шак-шак) — мучное восточное печенье из обжаренных во фритюре кусочков теста, перемешанных с медовым сиропом. Национальное кулинарное изделие татар, башкир, киргизов, каракалпаков, кумыков, узбеков, таджиков, закамских чувашей и соседних с Татарстаном и Башкортостаном народов — русских Приволжья и Южного Урала, казахов и уйгуров Казахстана.
Наряду с эчпочмаком чак-чак — одна из визитных карточек Республики Татарстан и наиболее распространённая «кулинарная» ассоциация с Татарстаном среди жителей России.

## Технология приготовления
Яйца взбивают с солью, добавляют муку и замешивают мягкое тесто. Раскатывают на тонкие жгуты и делят на короткие отрезки размером с фасоль. Обжаривают во фритюре. После остывания перемешивают с горячим медовым сиропом и выкладывают в виде горки. Сироп готовят из сахара, воды и мёда.
Горку чак-чака украшают прозрачной разноцветной карамелью, орехами, ягодной пастилой.

## Разновидности
- Бухарское калеве (тат. Бохара кәләвәсе) — в форме палочек[1].
- Лакский чак-чак (лак. чак-чак) — с добавлением грецкого ореха. История лакского чак-чака берёт начала с высокогорного села Кума Лакского района Республики Дагестан.
- Кабардинский (кабард.-черк. зычэр’ыс) — разрезают на ромбовидные куски.
- Кумыкский чак-чак (кум. Илав-гъалива)

## Дополнительная информация

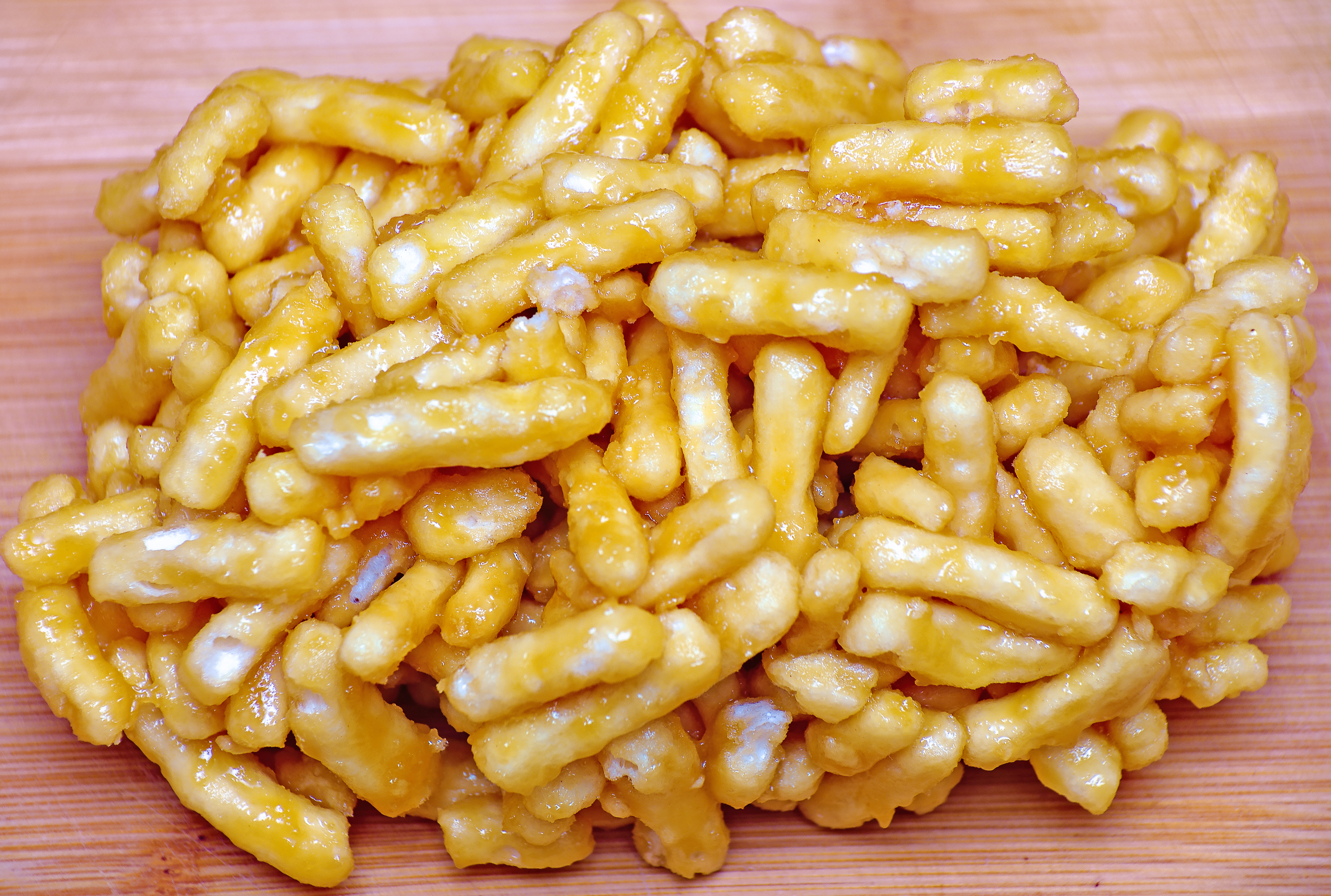
Чак-чак промышленного производства (г. Казань)

- Чак-чак промышленного производства (г. Казань)Самый большой в мире чак-чак был приготовлен в Казани к открытию чемпионата мира по футболу FIFA 2018 года в форме половины футбольного мяча. Диаметр полусферы мяча составил 2,6 м, высота — 2 метра, а вся композиция заняла площадку размером 3,5 м на 4,8 м. Зарегистрированный вес составил 4026 килограммов[10].
- Второй по весу большой чак-чак в мире был приготовлен в июле 2018 года на праздник Сабантуй, который проходил в Москве в музее-заповеднике Коломенское. Вес чак-чака составил 2018 кг[11]. Изготовлен в форме башни.
- Третий по размеру чак-чак был приготовлен в феврале 2016 года в Башкортостане весом 1143,5 кг, побив предыдущий рекорд, установленный в Татарстане[12], — чак-чак весом в 1000 кг и площадью в 13,266 м2, приготовленный в честь 1000-летия Казани 29 августа 2005 года.
- Ранее самый большой чак-чак Башкортостана весом 200 кг был испечён на медовой ярмарке в Уфе в августе 2012 года[13][14]. Чак-чак такой же массы был приготовлен во время празднования главного Сабантуя России в Томске в июне 2014 года[15].